# Napoleon (Vorname)
Napoleon bzw. Napoléon ist ein französischer Vorname, der durch Napoleon Bonaparte weltweit bekannt wurde.

## Herkunft und Bedeutung
Der Name Napoleon geht auf den italienischen Vornamen Napoleone zurück, dessen genaue Etymologie unbekannt ist.
Es werden primär zwei Herleitungen diskutiert:
- Im kritischen Anschluss an Pio Rajna[2] geht Paul Aebischer davon aus, dass der Vorname Napoleone aus dem Stadtnamen Napoli (Neapel), von altgriechisch νέα πόλις néa pólis „Neue Stadt“[1], entstand. Zusammenfassend schreibt er:

„Kurz, es ist nicht zu gewagt, den Schluss zu ziehen, dass Napoleone den Obliquus eines Eigennamens mit unsicherem Nominativ – zweifellos *Nappulius – darstellt, abgeleitet aus dem Stadtnamen Neapolis, der zum Personennamen wurde wie so viele andere Städtenamen im 12. Jahrhundert und danach.“

- Andere Forscher gehen davon aus, dass der Name germanischen Ursprungs ist. Möglicherweise besteht eine Verbindung zum elfischen Namen Nibelungen, der „Sohn des Nebels“ bedeutet. Durch die Assoziation zu Neapel und λέων léōn bzw. leone „Löwe“ sei er nachträglich zu Napoleone verändert worden.[1]

## Verbreitung
Der Name Napoleon war in den USA im ausgehenden 19. Jahrhundert mäßig verbreitet, jedoch sank seine Popularität. Seine letzte Platzierung unter den 1000 meistgewählten Jungennamen erreichte der Name im Jahr 1972.
In Frankreich wurde Napoleon zu Beginn des 20. Jahrhunderts noch gelegentlich als Jungenname vergeben. Seit 1934 findet er sich nicht mehr in der Top-500 der Vornamenscharts.

## Varianten
Napolea ist eine seltene weibliche Variante.

## Namenstag
Der Namenstag wird nach dem unhistorischen Märtyrer Napoleon am für diesen gewählten Gedenktag, dem 15. August, dem Geburtstag Napoleon Bonapartes, gefeiert.

## Namensträger
- Napoleon III. (1808–1873), französischer Staatspräsident und Kaiser
- Napoleon XIV (1938–2023), US-amerikanischer Musikproduzent

- Napoleon Asmuß (1805–1879), deutscher Pädagoge und Publizist
- Napoleon Baniewicz (1904–1979), polnisch-litauischer Neurologe und Psychiater
- Napoleon Bonaparte (1769–1821), französischer General, revolutionärer Diktator und Kaiser
- Napoleon Franz Bonaparte (1811–1832), einziger legitime männliche Nachkomme Napoleon Bonapartes
- Napoleon Murphy Brock (* 1943), amerikanischer Sänger, Saxophonist und Flötist
- Napoleon B. Broward (1857–1910), US-amerikanischer Politiker
- Napoleon Chagnon (1938–2019), US-amerikanischer Anthropologe
- Napoleon Cybulski (1854–1919), polnischer Physiologe
- Napoleon Jackson Tecumseh Dana (1822–1905), US-amerikanischer Generalmajor der US Army im Sezessionskrieg
- Napoleon Bonaparte Giddings (1816–1897), US-amerikanischer Politiker
- Napoleon Hill (1883–1970), US-amerikanischer Schriftsteller
- Napoleon Lambelet (1864–1932), griechisch-britischer Komponist
- Napoleon Xaver von Mankowski (1836–1888), polnischer Rittergutsbesitzer und Reichstagsabgeordneter
- Napoleon McCallum (* 1963), US-amerikanischer American-Football-Spieler
- Napoleon Nolsøe (1809–1877), färöischer Arzt und Sammler von Balladen
- Napoleon Orda (1807–1883), polnischer Komponist, Pianist und Maler
- Napoleon Joseph Perché (1805–1883), Erzbischof von New Orleans
- Napoleon Sarony (1821–1896), US-amerikanischer Fotograf, Zeichner und Lithograph
- Napoléon Schroeder (1855–1922), deutsch-belgischer Manager
- Napoleon Seyfarth (1953–2000), deutscher Schriftsteller, Autor und Anti-AIDS-Aktivist
- Napoleon Strickland (1919–2001), US-amerikanischer Bluesmusiker, Songwriter und Sänger
- Napoleon B. Thistlewood (1837–1915), US-amerikanischer Politiker.
- Napoleon Washington (1972–2015), Schweizer Musiker und Songwriter
- Napoleon Zervas (1891–1957), griechischer Offizier und Widerstandskämpfer